# Żabnik (Gran Polonia)
Żabnik es un pueblo en el distrito administrativo de la gmina de Sośnie, comprendida en el distrito de Ostrów Wielkopolski, Voivodato de Gran Polonia, en el centro oeste de Polonia., Se encuentra aproximadamente a 9 kilómetros al noroeste de Sośnie, a 19 kilómetros al suroeste de Ostrów Wielkopolski, y a 107 kilómetros al sureste de la capital regional Poznań.